# Секст Юлий Цезар (претор 123 пр.н.е.)
Вижте пояснителната страница за други личности с името Секст Юлий Цезар.
Секст Юлий Цезар (на латински: Sextus Julius Caesar) e римски политик.
Произлиза от знатнатата фамилия Юлии, клон Юлии Цезари. Син е на Секст Юлий Цезар II (консул 157 пр.н.е.). Внук е на Секст Юлий Цезар I и правнук на Луций Юлий Цезар I.
През 123 пр.н.е. той е претор. Тази година Гай Гракх става за пръв път народен трибун.